# Доусон, Майкл
Майкл Ри́чард До́усон (англ. Michael Richard Dawson; родился 18 ноября 1983 года в Норталлертоне) — английский футболист, выступавший на позиции защитника.

## Биография
Доусон рос в Лейбурне (Норт-Йоркшир) и посещал Уэнслендейльскую школу. Майкл является младшим братом защитника «Халл Сити» Энди Доусона и бывшего игрока клуба «Честерфилд» Кевина Доусона. Начал свою футбольную карьеру в местной команде, Норталлертонском молодёжном футбольном клубе, где провел целый год, после чего, в возрасте 14 лет, его взяли в молодёжную команду клуба «Ноттингем Форест».

## Клубы

### «Ноттингем Форест»
Профессионально Доусон стал выступать с ноября 2000 года. За «Ноттингем Форест» он провёл 91 матч, включая его дебютную игру против «Уолсолла» 1 апреля 2002 года, закончившуюся поражением со счетом 2:3.
В следующем сезоне Доусон прочно закрепился в основе, выступая в паре с ветераном клуба Десом Уокером. В том сезоне «Ноттингем Форест» финишировал на 6 месте в Первом дивизионе, и, в итоге, проиграл со счётом 3:4 во втором раунде плей-офф чемпионата клубу «Шеффилд Юнайтед». Сам Доусон вынужден был пропустить этот матч из-за травмы ноги.
В конце сезона Доусон подхватил железистую лихорадку, во время выступления за молодёжную команду сборной Англии, в результате чего он был вынужден пропустить начало следующего сезона, и это стало началом его борьбы с постоянными травмами, которое преследовали его всю оставшеюся карьеру в «Ноттингем Форест».
Когда «Ноттингем Форест» вылетел в третий по значимости дивизион чемпионата Англии, всего второй раз в истории, он и его товарищ по команде, левый вингер Эндрю Рид, 31 января 2005 года подписали контракты с «Тоттенхэмом». «Шпоры» выплатили 8 миллионов фунтов за обоих. Дебют Доусона состоялся в концовке того сезона, 16 апреля 2005 года, в матче против «Ливерпуля», который закончился со счетом 2:2.

### «Тоттенхэм Хотспур»
Майкл в сезоне 2005/06 играл очень хорошо и произвел на многих впечатление своей игрой на «втором этаже» и своим непреклонным отношением к работе. 28 марта 2006 года он подписал новый контракт с клубом, который был рассчитан до 2011 года.
В результате полученной Ледли Кингом серьёзной травмы, из-за которой он был вынужден много пропустить, «шпоры» должны были положиться на Доусона также, как и на своего звёздного защитника, и 23-летний игрок смог всем доказать, что он может хорошо справляться, даже без помощи своего опытного партнера. Надежные действия в защите в отсутствие Ледли Кинга сделали Майкла любимцем фанатов «Тоттенхэма».
Свой первый гол за «Тоттенхэм» Доусон забил в победном для «шпор» матче против «Челси», закончившимся со счетом 2:1, на «Уайт Харт Лейн» 5 ноября 2006 года. Благодаря его голу «Тоттенхэм» сравнял счёт после забитого гола Клодом Макелеле в ворота «шпор», а Аарон Леннон забил победный мяч.
В сезоне 2006/07 в четвертьфинале Кубка Англии в матче против"Челси", в отсутствие капитана Ледли Кинга и его заместителей Пола Робинсона и Робби Кина, Доусон вышел на поле с капитанской повязкой.
После сезона, к котором Майкл отыграл все матчи кроме одного из 59 возможных, 11 мая 2007 года ему предложили новый 5-летний контракт, рассчитанный до 2012 года, несмотря на то, что его прежний контракт заканчивался только через 4 года.

### «Халл Сити»
26 августа 2014 года Майкл перешёл в «Халл Сити», подписав с клубом трёхлетний контракт.

## Национальная сборная
Действия Доусона были должным образом отмечены национальной сборной. Во-первых, Свен-Ёран Эрикссон включил его в резерв на чемпионат мира 2006 года, в качестве замены травмированному Люку Янгу, и был сохранен в сборной новым тренером Стивом Маклареном. На чемпионате мира 2010 Доусон заменил в национальной команде травмированного Рио Фердинанда, но на поле так и не вышел.

## Достижения
- Обладатель Кубка Лиги: 2008

## Статистика выступлений
| Клуб              | Сезон            | Лига | Лига | Кубки | Кубки | Еврокубки | Еврокубки | Итого | Итого |
| Клуб              | Сезон            | Игры | Голы | Игры  | Голы  | Игры      | Голы      | Игры  | Голы  |
| ----------------- | ---------------- | ---- | ---- | ----- | ----- | --------- | --------- | ----- | ----- |
| Ноттингем Форест  | 2001/02          | 1    | 0    | -     | -     | -         | -         | 1     | 0     |
| Ноттингем Форест  | 2002/03          | 38   | 5    | 3     | 0     | -         | -         | 41    | 5     |
| Ноттингем Форест  | 2003/04          | 30   | 1    | 1     | 0     | -         | -         | 31    | 1     |
| Ноттингем Форест  | 2004/05          | 14   | 1    | 3     | 0     | -         | -         | 17    | 1     |
| Ноттингем Форест  | Итого            | 83   | 7    | 7     | 0     | 0         | 0         | 90    | 7     |
| Тоттенхэм Хотспур | 2004/05          | 5    | 0    | -     | -     | -         | -         | 5     | 0     |
| Тоттенхэм Хотспур | 2005/06          | 32   | 0    | 1     | 0     | -         | -         | 33    | 0     |
| Тоттенхэм Хотспур | 2006/07          | 37   | 1    | 11    | 0     | 10        | 0         | 58    | 1     |
| Тоттенхэм Хотспур | 2007/08          | 26   | 1    | 7     | 0     | 6         | 1         | 40    | 2     |
| Тоттенхэм Хотспур | 2008/09          | 16   | 1    | 7     | 1     | 5         | 0         | 28    | 2     |
| Тоттенхэм Хотспур | 2009/10          | 29   | 2    | 11    | 0     | 0         | 0         | 40    | 2     |
| Тоттенхэм Хотспур | 2010/11          | 24   | 1    | 1     | 0     | 6         | 0         | 31    | 1     |
| Тоттенхэм Хотспур | 2011/12          | 7    | 0    | 4     | 0     | 2         | 0         | 15    | 0     |
| Тоттенхэм Хотспур | 2012/13          | 27   | 1    | 3     | 0     | 4         | 1         | 34    | 2     |
| Тоттенхэм Хотспур | Итого            | 203  | 7    | 45    | 1     | 33        | 2         | 281   | 10    |
| Халл Сити         | 2013/14          | 32   | 0    | 2     | 0     | 7         | 0         | 41    | 0     |
| Халл Сити         | Итого            | 32   | 0    | 2     | 0     | 7         | 0         | 41    | 0     |
| Всего за карьеру  | Всего за карьеру | 321  | 14   | 54    | 1     | 40        | 2         | 415   | 17    |

(откорректировано по состоянию на конец сезона 2013/14)

## Статистика выступлений за сборную
| Матчи Майкла Доусона за сборную Англии | Матчи Майкла Доусона за сборную Англии | Матчи Майкла Доусона за сборную Англии | Матчи Майкла Доусона за сборную Англии | Матчи Майкла Доусона за сборную Англии | Матчи Майкла Доусона за сборную Англии | Матчи Майкла Доусона за сборную Англии |
| -------------------------------------- | -------------------------------------- | -------------------------------------- | -------------------------------------- | -------------------------------------- | -------------------------------------- | -------------------------------------- |
| №                                      | Дата                                   | Оппонент                               | Счёт                                   | Голы                                   | Соревнование                           |                                        |
| 1                                      | 11 августа 2010                        | Венгрия                                | 2 : 1                                  | -                                      | Товарищеский матч                      |                                        |
| 2                                      | 3 сентября 2010                        | Болгария                               | 4 : 0                                  | -                                      | Отборочный матч ЧЕ 2012                |                                        |
| 3                                      | 9 февраля 2011                         | Дания                                  | 2 : 1                                  | -                                      | Товарищеский матч                      |                                        |
| 4                                      | 26 марта 2011                          | Уэльс                                  | 2 : 0                                  | -                                      | Отборочный матч ЧЕ 2012                |                                        |